# Сан-Джованні-Марія-Віанней
Сан-Джованні-Марія-Віанней — титулярна церква в Римі. Розташована у XIV районі Рима — Борґезіана (Via Lentini 6). З 18 лютого 2002 року церква є титулярною.
Церква присвячена святому Івану Батисту Марія Віаннею — Арський пастиру, кюре із Арсу — католицькому святому, покровителю священиків. Сучасна церква збудована та освячена 4 листопада 1990 року на місці тимчасової, поставленої у 1952 році.

## Титулярна церква
Кардинал-священиком з титулом церкви Сан Джованні Марія Віанней на консисторії 18 лютого 2012 року призначений Райнер Марія Велькі — німецький кардинал, архієпископ і митрополит Берліна.